# 자유 도시 협약
자유 도시 협약은 2019년 12월 16일에 헝가리 부다페스트에 위치한 중앙유럽 대학교에서 즈데네크 흐르지프 체코 프라하 시장, 마투시 발로 슬로바키아 브라티슬라바 시장, 라파우 트샤스코프스키 폴란드 바르샤바 시장, 커라초니 게르게이 헝가리 부다페스트 시장이 체결한 조약이다. 서명한 도시들의 목표는 도시 개발, 주택 위기, 지구 온난화 공동 대응의 모범 사례에 대한 정보 공유이다. 2021년에는 토미슬라브 토마셰비치 크로아티아 자그레브 시장이 서명했다.

## 배경
즈데네크 흐르지프 프라하 시장에 따르면 2019년 10월에 커라초니 게르게이가 도시 간의 협약을 제안했다고 한다. 커라초니는 당시 헝가리의 여당이었던 피데스의 지원을 받은 후보를 누르고 부다페스트 시장에 당선된 이후에 헝가리 중앙 정부로부터 지방 정부의 자치권을 축소에 직면하고 있었다. 협약을 계획하기 위한 1번째 요청은 2019년 11월에 있었다. 프라하, 브라티슬라바, 바르샤바, 부다페스트의 시장들은 해당 국가들의 경제에서 중요한 부분을 통제하고 있는데 각각 전체 GDP의 25%(체코), 26%(슬로바키아), 17%(폴란드), 27%(헝가리)를 차지하고 있다. 시장들은 모두 같은 세대 출신인데 최고령자는 트샤스코프스키(당시 47세)이고 최연소자는 흐르지프(당시 38세)이다. 이들은 또한 모두 친유럽 성향의 정당 출신으로 국가 차원에서 야당에 속해 있다. 유랙티브 폴란드(Euractiv.pl)에 따르면 이 협약은 미국의 사회학자인 벤저민 바버가 쓴 2013년 저서 《만약 시장이 세상을 지배한다면: 역기능 국가, 떠오르는 도시》에서 이념적인 영감을 받았다.
이들은 유럽 외교 위원회 홈페이지에서 자신들의 결정을 설명하기 위해 "자유, 인간의 존엄성, 민주주의, 지속 가능성, 평등, 법치, 사회정의, 관용, 문화적 다양성 등 우리가 소중히 여기는 공동의 가치에 기반한 열린 사회"를 믿는다는 글을 게재했다. 이 협정은 또한 "반포퓰리즘"으로 묘사되었는데 서명식에서 흐르지프는 포퓰리즘이 그들의 도시와 국가가 직면한 문제에 대해 "단순하고 잘못된 해답"을 제공한다고 지적했다. 커라초니는 도시들이 행하는 풀뿌리 민주주의와 포퓰리즘적인 접근 방식을 대조하면서 국가 포퓰리스트들은 중앙 집권화를 옹호하며 유권자들을 '주체'로 취급한다고 지적했다. 해당 도시들은 비셰그라드 그룹에 소속된 폴란드, 체코, 슬로바키아, 헝가리 4개국의 수도이긴 하지만 해당 계획에는 비세그라드 그룹이 언급되어 있지 않다. 흐르지프는 이들 도시간의 동맹이 "다른 도시에도 개방된 친유럽적이고 긍정적인 동맹"이라고 말했다. 헝가리의 오르반 빅토르 정부가 중앙유럽 대학교를 공격하여 대부분의 교육 프로그램을 오스트리아 빈으로 옮겼다는 점을 고려할 때 중앙유럽 대학교는 상징적인 장소라고 묘사되었다.

## 목표
서명자들의 목표는 도시 개발, 주택 위기, 지구 온난화에서 모범 사례에 대한 정보를 공유하는 것을 포함한다. 그들은 또한 기금 분산을 정치화한다는 비판을 받은 국가들의 정부보다는 도시에 맞춘 유럽 연합의 정책과 유럽 기금에 직접 접근할 수 있는 능력을 위해 로비하고 있다. 커라초니는 그러한 직접적인 접근이 법치하에서 유럽 연합 회원국들의 전면적인 재정 지원에 대한 좋은 대안이라고 본다.
2020년에는 자유 도시 협약 소속 도시들의 시장들이 폴란드 정부가 기후 변화에 대한 입장을 밝힌 것에 대해 비판하는 성명을 발표했는데 폴란드는 유럽 연합 회원국 가운데 유일하게 2050년까지 탄소 중립 정책을 이행하겠다는 계획을 거부한 국가였다. 트샤스코프스키는 바르샤바에서 친환경 정책을 시행하기 위해 유럽 그린딜 펀드에 접근할 수 있기를 원했다. 2020년 8월에는 자유 도시 협약 소속 도시들의 시장이 2020년~2021년 벨라루스 시위에 대한 지지를 선언하면서 "벨라루스의 미래는 유럽의 마지막 독재자인 알렉산드르 루카셴코와 그의 측근이 아닌 벨라루스인들의 손에 달려있어야 한다."고 전했다. 흐르지프는 2021년에 이 협약이 "비셰그라드 그룹에서 유럽 연합의 진보적 가치에 헌신하는 강력한 행위자들이 있다는 분명한 메시지"를 전달했다고 밝혔다.

## 환영
비셰그라드 그룹 회원국들의 정부는 이 협약에 반대하고 있다. 그러나 투명성 옹호론자, 미하엘 뮐러 베를린 시장, 유럽 녹색당은 지지를 선언했다.